# Жешотари-Хвали
Жешотари-Хвали (пол. Rzeszotary-Chwały) — село в Польщі, у гміні Росьцишево Серпецького повіту Мазовецького воєводства.
Населення — 153 особи (2011).
У 1975-1998 роках село належало до Плоцького воєводства.

## Демографія
Демографічна структура станом на 31 березня 2011 року:
|          | Загалом | Допрацездатний вік | Працездатний вік | Постпрацездатний вік |
| -------- | ------- | ------------------ | ---------------- | -------------------- |
| Чоловіки | 80      | 21                 | 47               | 12                   |
| Жінки    | 73      | 17                 | 37               | 19                   |
| Разом    | 153     | 38                 | 84               | 31                   |